# 욘데르 알론소
욘데르 알론소(스페인어: Yonder Alonso, 1987년 4월 8일 ~ )는 쿠바 출신의 야구 선수이자 전 메이저 리그의 선수이다.